# ژوآئو د کاسترو
دن ژوآئو د کاسترو (Dom João de Castro)‏ (۷ فوریه ۱۵۰۰ تا ۶ ژوئن ۱۵۴۸)، دانشمند و نویسنده نجیب‌زاده و درعین‌حال چهارمین نایب‌السلطنه هند پرتغالی بود. لوئیس دکاموئش، شاعر پرتغالی به او لقب کاسترو فورت Castro Forte («دژ» یا «قلعه مستحکم») داده بود. دی کاسترو دومین فرزند پسر آلوارو دی کاسترو، فرماندار لیسبون بود. پدر او لنور دی کوتینیو Leonor de Coutinho نام داشت.

## سال‌های اولیه زندگی
ژوآئو به‌عنوان پسر کوچک‌تر آلوارو دی کاسترو، برای خدمت به کلیسا انتخاب شد. او ریاضیات را زیر نظر پدرو نونز و لوئیز، دوک بخا (Duke of Beja) و پسر مانوئل اول پادشاه پرتغال که با او دوستی مادام‌العمر برقرار کرد، فرا گرفت. در سن هجده‌سالگی، او برای چندین سال به طنجه رفت و در آنجا توسط فرماندار آنجا دُوم دوارته مِنزس Dom Duarte de Menezes، لقب شوالیه گرفت.

## سفر دریایی به هند و سفر اکتشافاتی به مصر
در ۱۵۳۵، کاسترو به همراهی دُوم لوئیز به‌منظور اشغال کشور تونس که از پذیرش لقب شوالیه و هدایای امپراتور چارلز پنجم امتناع کرده بود، به این کشور لشکرکشی کرد. هنگام بازگشت به لیسبون، پادشاه در سال ۱۵۳۸ لوح تقدیر سائوپائولو د سالواترا São Paulo de Salvaterra را به همراه نشان مسیح به او اعطا کرد.
مدت کمی پس از این موضوع، دی کاسترو به همراه عمویش گارسیا دو نورونیا (Garcia de Noronha) هند را به مقصد جزیره گوا به‌منظور آزادسازی دیو (Diu) ترک کرد. در سال ۱۵۴۰ او در یک لشکرکشی به سوئز زیر نظر استوائو دو گاما Estêvão da Gama (پسر واسکودوگاما و سپس نایب‌السلطنه هند پرتغالی) خدمت کرد و پسرش آلوارو د کاسترو به‌پاس قدردانی از ژوآئو لقب شوالیه گرفت. پس از مرگ نورونا، داگاما جانشین او شد و د کاسترو در سفر دریای سرخ به داگاما پیوست. داگاما در ۳۱ دسامبر ۱۵۴۰ با ۱۲ گالن بزرگ (که یکی از برای دی کاسترو بود) و گاراژ و ۶۰ گالن لیسبون را به مقصد دریای سرخ ترک کرد.
دی کاسترو یک دفتر خاطرات به همراه جزئیات کامل از سفر با نقشه‌ها، محاسبات، تصاویر و یادداشت‌ها از سواحل شبه‌جزیره عربستان و مناطقی که امروزه به نام‌های سومالی، اریتره، اتیوپی، سودان و مصر شناخته می‌شوند، با خود به همراه داشت. او به سوئز و سایر بندرهای پیرامون شبه‌جزیره سینا که همگی در Roteiro do Mar Roxo قرار داشتند، سفر کرد.
برخلاف سایر نایب‌السلطنه‌ها، کاسترو به فرهنگ و مذهب هندی علاقه‌مند بود. او در همراهی با انسان‌گرای معروف آندره دی رزنده (André de Resende) کتابی دربارهٔ هنر هند نگارش کردند. ملک او در منطقه پهناوری واقع در سینترا، حاوی دو سنگ سیاه معروف کامبای (Cambay) است که توسط د کاسترو و پسرش بازسازی شده‌است.

## اواخر زندگی
در بازگشت به پرتغال در ۱۵۴۳، دی کاسترو به‌عنوان فرمانده یک واحد نظامی برای پاک‌سازی قسمتی از اقیانوس‌اطلس از دزدان دریایی انتخاب شد. در ۱۵۴۵، او به همراه شش کشتی به‌منظور جانشینی فرماندار مارتیم آلفونسو د سوزا (governor Martim Afonso de Sousa) به هند فرستاده شد. د کاسترو که توسط پسرانش (که یکی از آنها به نام فرنائو کشته شده) و ژوآئو ماسکارنهاس (João Mascarenhas) به هند فرستاده شده بود توانست محمود، پادشاه گجرات را سرنگون کند و ارتش عادل خان را شکست دهد. او همچنین بهاروچ (Bharuch) را تصرف کرد، مالاکا را تحت سلطه خود درآورد و در طول گذرگاه آنتونیو مونیز (António Moniz) به سمت سیلان سفر کرد. در ۱۵۴۷، او به‌عنوان نایب‌السلطنه ژوآئو سوم پادشاه پرتغال برگزیده شد. دلیل این انتخاب، پیروزی او در جریان اشغال دُوم دیو (Diu) بود.
پس از پیروزی آرماندا در جریان آزادسازی دیو، او از پادشاه درخواست کرد که دوره ریاستش را از سه سال طولانی‌تر نکند و به او اجازه دهد به کوه‌های سینترا در پرتغال بازگردد. پس از پیروزی او بر محمود خان و عادل خان، د کاسترو دیو را با پولی که از شهروندان گوا دریافت کرده بود بازسازی کرد. او به‌اندازه کافی عمر نکرد تا بتواند به‌تمامی اهدافش دست پیدا کند. او در ۶ ژوئن ۱۵۴۸ در آغوش دوستش سنت فرانسیس خاویر وفات یافت.
قسمتی از پیکر او قبل از دفن شدنش در گوا برداشته شد و به پرتغال منتقل شد تا در صومعه بنفیکا به خاک سپرده شود.

## مغناطیس زمینی در روتیرو از لیسبون تا گوا: تجربیات ژوآئو د کاسترو
یونانیان باستان کشف کرده بودند که یک سنگ فلزی تیره می‌تواند اجسام آهنی را جذب یا دفع کند. در طول سفر، دریانوردان نتوانستند موقعیت کشتی را بر اساس طول جغرافیایی در دریا پیدا کنند، زیرا برای تعیین آن نیاز به یک ساعت در کشتی بود که زمان دقیق را در میانه مرجع نشان دهد و محاسبه نجومی طول جغرافیایی خطاهای غیرقابل‌قبولی را به همراه داشت. د کاسترو در سفر به هند، مجموعه‌ای از آزمایش‌ها را انجام داد که در نتیجه آن موفق شد این پدیده را با استفاده از سوزن مغناطیسی روی کشتی شناسایی کند. او پدیده مغناطیسی را در ۲۲ دسامبر ۱۵۳۸ در نزدیکی باچاییم (Baçaim) مشاهده کرد که تا چهار قرن بعد تأیید نشد. دی کاسترو این نظریه را رد کرد که تغییر انحراف مغناطیسی توسط نصف‌النهارهای جغرافیایی شکل می‌گیرد.
مقادیر ثبت شده توسط د کاسترو از انحراف مغناطیسی در اقیانوس‌اطلس و اقیانوس هند تا قرن شانزدهم برای مطالعه مغناطیس زمینی کافی بود. او ۴۳ مشاهده انحراف مغناطیسی را از طریق اندازه‌گیری انحراف ژئو مغناطیسی در کل مسیر اطراف آفریقا به ثبت رسانید. ابزاری که او برای این مشاهدات از آن استفاده کرد، باسولو د واریاکائو (Bussola de Variacão) نام داشت که یک قرن پیش‌تر توسط فیلیپ گولین (Felipe Guillén) در سویا کشف شده بود. او تغییرات انحراف مکانی را در خلیج بمبئی (در نزدیکی باچاییم) کشف نمود. او دلیل این انحرافات مکانی را به اثرات نگران‌کننده توده‌های سنگی زیر آب نسبت داد. در دهه نهم قرن ۱۸ میلادی، جی. هلمن به نقل از چپمن و بارتلز (۱۹۴۰)، د کاسترو را مهم‌ترین نماینده تحقیقات علمی دریایی در آن زمان می‌دانست. روشی که او آزمایش کرد به‌طور گسترده و در ابعاد جهانی در کشتی‌ها به کار گرفته شد و تا پایان قرن شانزدهم مورد استفاده قرار گرفت.